# Asociación General de Mujeres Alemanas
La Asociación General de Mujeres Alemanas (en alemán: Allgemeine Deutsche Frauenverein; ADF) fue la primera asociación de mujeres en Alemania . Fundada el 18 de octubre de 1865 por Louise Otto-Peters y Auguste Schmidt en Leipzig. Su reivindicación central era el derecho de las mujeres a la igualdad de educación así como a la igualdad de oportunidades en el mercado laboral. Ese mismo año se fundaron numerosas asociaciones locales. Una de las primeras actividades fue la publicación de una revista de la asociación. En 1920, la ADF pasó a llamarse Asociación Alemana de Ciudadanas. En octubre de 2015 celebró su 150 cumpleaños en Leipzig. Día de la fundación como parte de una conferencia académica internacional.

## Historia

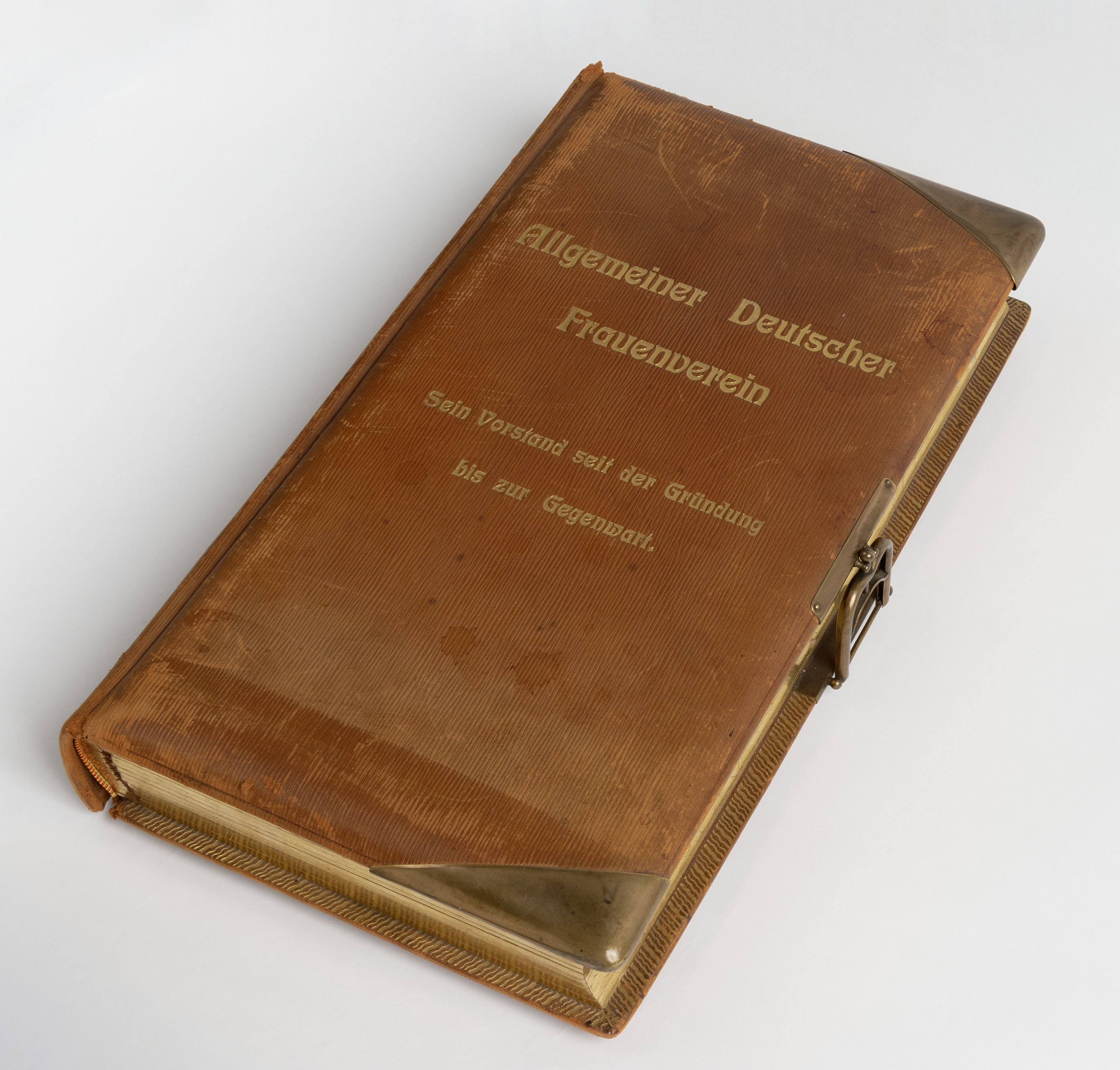
Álbum de la Asociación General de Mujeres Alemanas con fotografías de las principales activistas (hacia 1900)

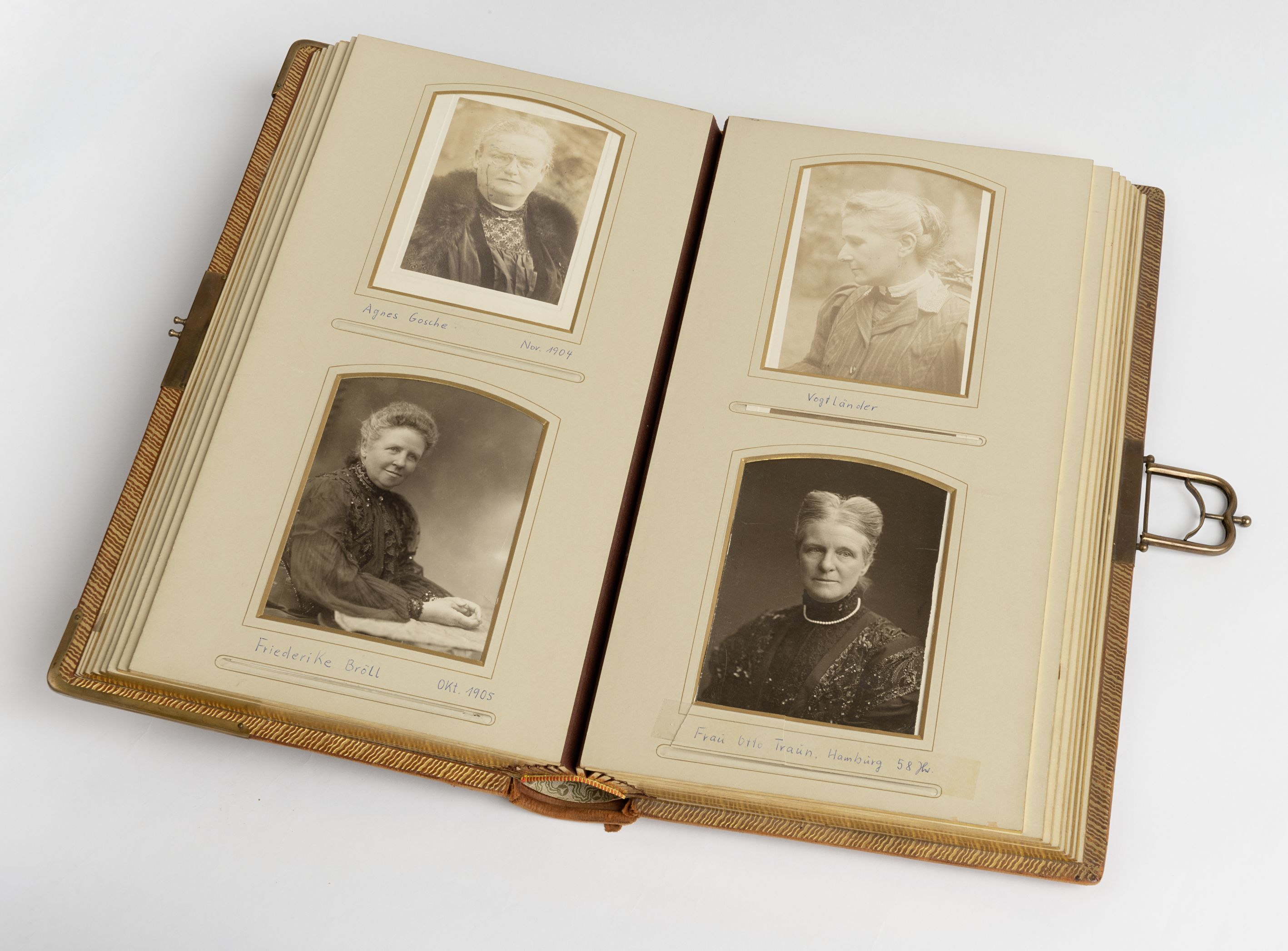

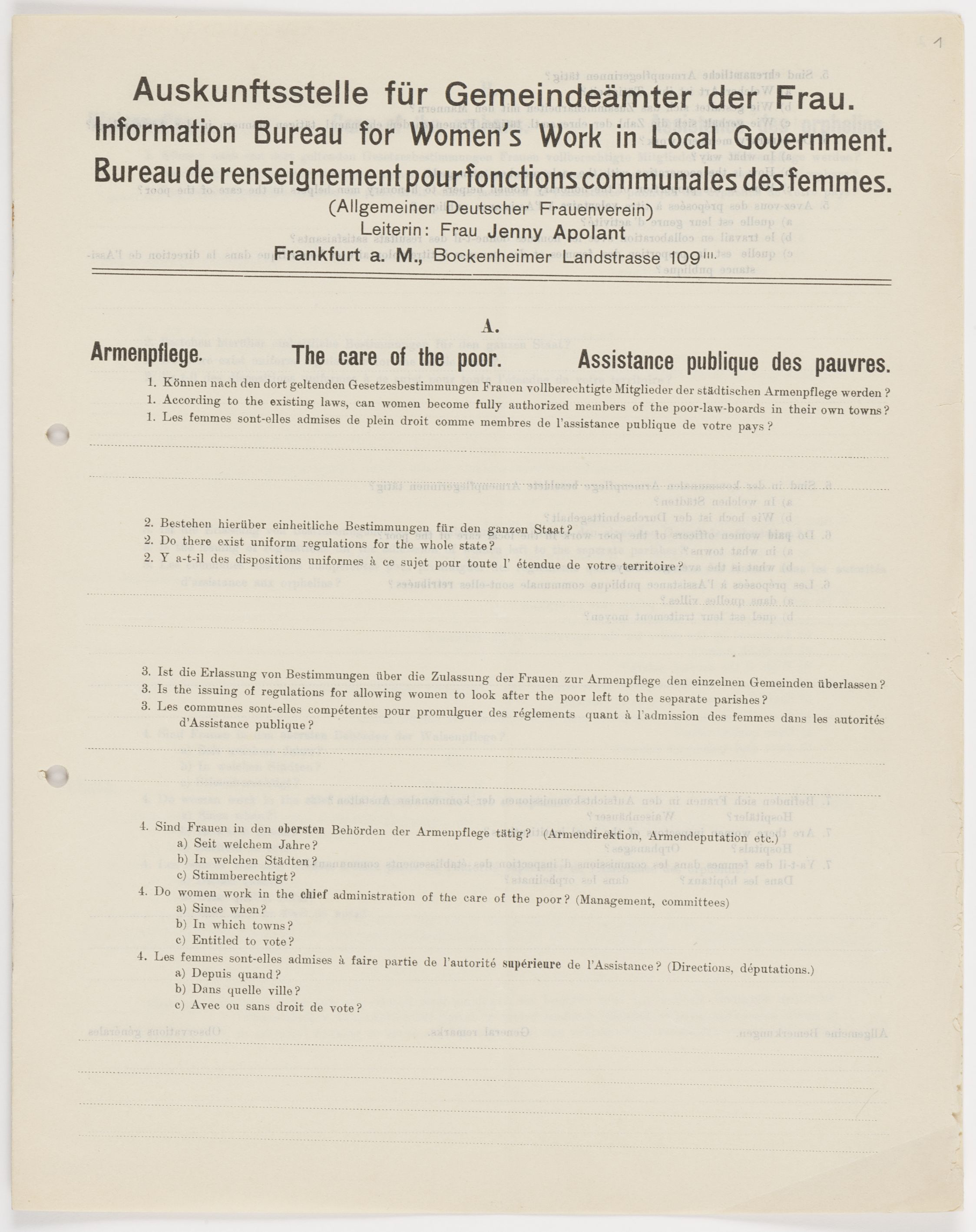
El centro de información de las oficinas municipales utilizó cuestionarios para recopilar datos de la ADF sobre la situación social, política y legal con el fin de fundamentar estadísticamente las afirmaciones (aquí 1908)

El 7 de marzo de 1865, la pedagoga Auguste Schmidt pronunció su primera conferencia pública, "Leben ist Streben" (La vida es esfuerzo), en la que puso de manifiesto su preocupación por fundar una asociación educativa para mujeres, siguiendo el modelo de las asociaciones educativas obreras. Pocos días después, junto con la directora Ottilie von Steyber, la escritora Louise Otto-Peters, la educadora Henriette Goldschmidt y otras, fundó la Asociación Educativa Femenina de Leipzig (FBV).
En una conferencia de mujeres celebrada en Leipzig del 16 al 18 de octubre de 1865, se fundó, junto a esta asociación local, la ADF suprarregional[5], fecha que marcó el inicio del movimiento femenino alemán organizado. El principio era "todo para las mujeres por las mujeres". En una época en la que las juntas directivas de las asociaciones de mujeres estaban formadas por hombres, éste era un principio rector revolucionario. La exclusión de los hombres de las FAD no estuvo exenta de críticas. Pero Louise Otto insistió en este principio emancipador de la autoayuda femenina.
Dado que la conferencia tuvo lugar durante el aniversario de la Batalla de las Naciones, la prensa contemporánea la calificó de "Batalla de las Mujeres de Leipzig". Las cerca de 300 personas participantes procedían principalmente de Sajonia, pero también estaban representadas mujeres de otras partes de la Confederación Alemana. Entre los hombres ocasionales presentes como asesores o miembros honorarios estaba August Bebel.
En 1890, comenzó un fuerte aumento de la afiliación. En marzo de 1894, se fundó una nueva organización paraguas, la Federación de Asociaciones de Mujeres Alemanas, el Bund Deutscher Frauenvereine (BDF). En 1913, unas 500.000 mujeres pertenecían al movimiento. En la actualidad, el Consejo de Mujeres de Alemania sigue la tradición de la BDF.
Después de 1918, la ADF amplió sus tareas para incluir el trabajo político general de las mujeres y a partir de 1920 se denominó Deutscher Staatsbürgerinnen-Verband. En 1933, la asociación se disolvió para no ser "asimilada" a las asociaciones nacionalsocialistas, y reanudó sus actividades asociativas en 1947 con el nombre de Deutscher Staatsbürgerinnen-Verband, Asociación Alemana de Mujeres Ciudadanas  hasta la actualidad.
Uno de los principales objetivos de la asociación era mejorar las oportunidades educativas de las mujeres y promover su actividad profesional. En aquella época, las mujeres de la burguesía sólo podían trabajar como institutrices, maestras, acompañantes y, en el mejor de los casos, en el hogar. Además, no eran admitidos en los centros de enseñanza superior; no se les permitía cursar el bachillerato ni estudiar en la universidad. La ADF exigía el derecho al trabajo y la creación de escuelas industriales y comerciales para niñas, así como la igualdad de salario por el mismo trabajo.
§1 del ADF:
"La Asociación General de Mujeres Alemanas tiene la tarea de trabajar con fuerzas unidas para el aumento de la educación del sexo femenino y la liberación del trabajo femenino de todos los obstáculos que se interponen en su desarrollo"
Otros temas fueron la protección de las trabajadoras y las madres y la reivindicación del sufragio femenino y la igualdad jurídica. Para ello, la ADF dirigió una petición al Reichstag con motivo de la revisión del código civil. Sin embargo, estos esfuerzos fueron infructuosos. Además, la ADF realizó una importante labor de organización del movimiento femenino alemán.

## Estructura y miembros de la asociación
Cuando se fundó la asociación, Louise Otto-Peters asumió la presidencia. Su adjunto era Auguste Schmidt. 
Las mujeres mayores de edad podían afiliarse. Los menores pueden ser admitidos como oyentes sin derecho a voto. Los hombres no podían ser miembros de pleno derecho, sólo tenían derecho a voto consultivo, lo que le valió a la asociación la acusación de ser hostil a los hombres. El filósofo Hermann von Leonhardi fue nombrado miembro honorario.
La Asociación Alemana de Ciudadanas es miembro de la organización paraguas de los archivos, bibliotecas y centros de documentación de mujeres/lesbianas de habla alemana i.d.a.
A partir de 1849, Louise Otto-Peters publicó la revista feminista Frauen-Zeitung hasta que las normas de prensa se lo impidieron a finales de 1850. La revista Neue Bahnen, fundada en 1865/1866, fue el portavoz del Allgemeiner Deutscher Frauenverein y la publicación más importante del movimiento femenino alemán. Además, en la década de 1890 se desarrolló un amplio espectro de revistas feministas, adscritas a las distintas alas del movimiento femenino: proletarias, socialdemócratas, radicales, burguesas, protestantes, católicas, judías. La revista Neue Bahnen fue editada por Louise Otto-Peters y Auguste Schmidt. Aparecieron quincenalmente. Informaba sobre asociaciones de mujeres, peticiones, cuestiones educativas y nuevas profesiones. El Neue Bahnen se diferenciaba claramente de las revistas familiares y de otros periódicos femeninos no feministas.
En 1899, Auguste Schmidt reseñó el folleto Der Student und das Weib (El estudiante y la mujer), basado en una conferencia de Clara Zetkin. En su reseña, Auguste Schmidt abogó por el matrimonio sin iglesia ni registro civil y propagó el divorcio. Reclamó el derecho de las mujeres a la autodeterminación, en particular el derecho "a tener la libertad de elegir en el amor".

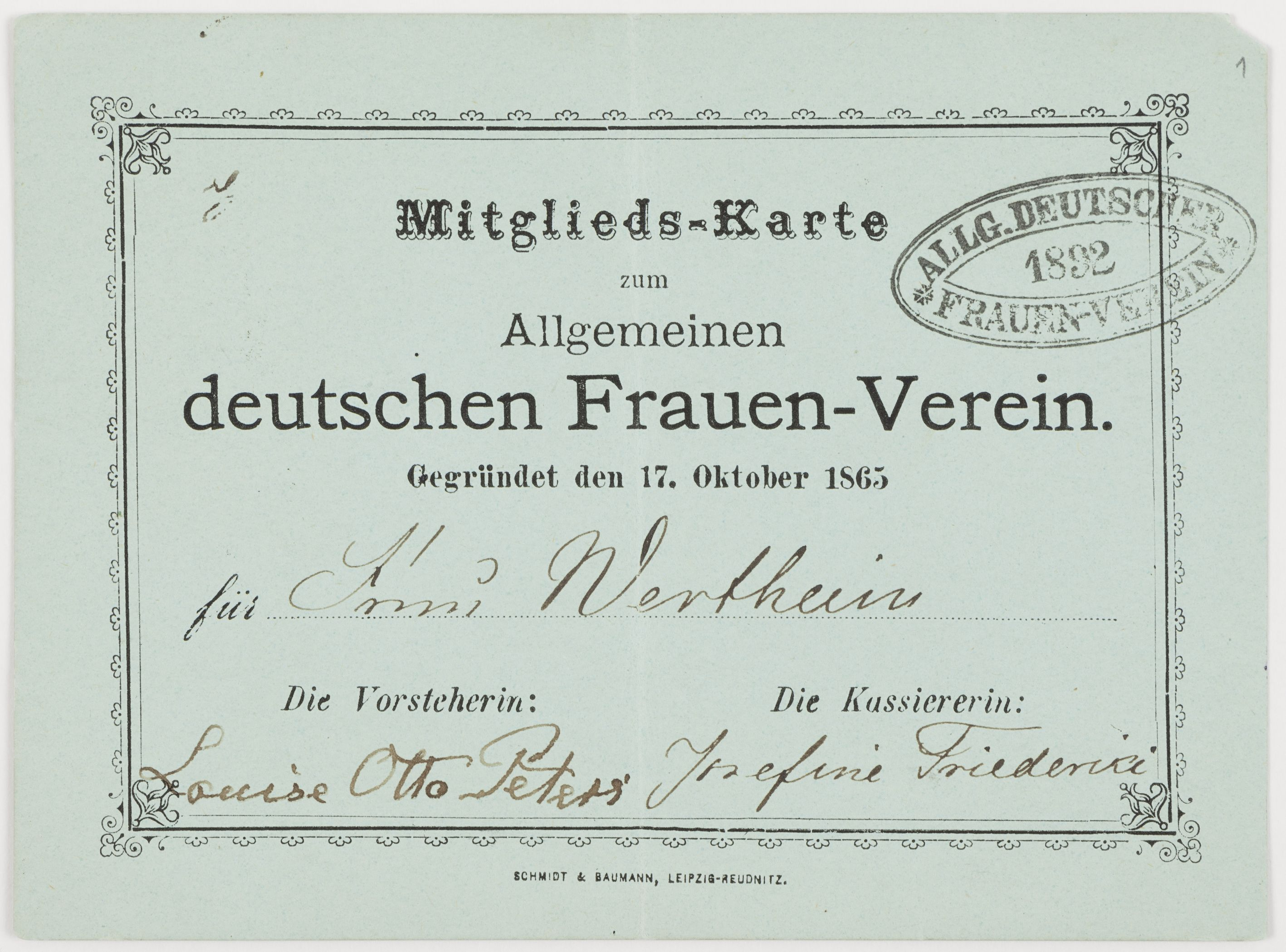
Tarjeta de socia de 1892, firmada por la directora Louise Otto-Peters y la tesorera Josefine Friederici